# Mauritz Asplund
Nils Mauritz Asplund, född den 24 april 1827 i Härnösand, död den 6 juli 1882 i Göteborg, var en svensk läkare. Han var bror till Gustaf Asplund, far till Gustaf Asplund och farfar till Uno Asplund.
Asplund blev 1844 student vid Lunds universitet, där han avlade medicine kandidatexamen 1852 och medicine licentiatexamen 1856. Han promoverades till medicine doktor 1857 och blev kirurgie magister 1858. Asplund var amanuens och underkirurg vid Serafimerlasarettet i Stockholm 1857–1858, andre läkare vid Allmänna och Sahlgrenska sjukhuset i Göteborg 1858–1870 och överläkare där från 1870. Han invaldes som ledamot av Vetenskaps- och Vitterhetssamhället i Göteborg 1875. Asplund blev riddare av Nordstjärneorden 1880.